# Heidekraut-Fleckenspanner
Der Heidekraut-Fleckenspanner (Dyscia fagaria) ist ein Schmetterling (Nachtfalter) aus der Familie der Spanner (Geometridae).

## Merkmale

### Falter
Die Flügelspannweite der Falter beträgt 31 bis 40 Millimeter, wobei die Weibchen etwas kleiner sind. Die Grundfarbe der Flügel variiert von weißlich bis zu graubraun. Die äußere Querlinie auf den Vorderflügeln wird aus dunklen Punkten gebildet und ist kräftig ausgebildet. Die innere Querlinie ähnelt der äußeren, ist bei einigen Exemplaren jedoch nur schwach angedeutet. Der Mittelpunkt hebt sich deutlich hervor. Auf den Hinterflügeln setzt sich die dunkle äußere Querlinie der Vorderflügel in abgeschwächter Form fort. Auch hier ist der Mittelpunkt deutlich ausgeprägt. Die Säume sämtlicher Flügel sind fein schwarz gepunktet.

### Ei, Raupe, Puppe
Das Ei hat eine länglich ovale, leicht platt gedrückte Form. Es hat zunächst eine hellgelbe Farbe und nimmt später graubraune oder grauviolette Tönungen an.
Ausgewachsene Raupen sind von dunkelbrauner, rotbrauner oder graubrauner Farbe, zeigen eine unterbrochene weißliche Rückenlinie und sind an den Seiten grau marmoriert. Am Körperende befinden sich ein Afterhöcker sowie zwei Afterfortsätze. Charakteristisch ist ein weißer Strich auf den Füßen vor den Nachschiebern.
Die Puppe ist länglich und besitzt einen kurzen Kremaster.

### Ähnliche Arten
Sehr helle Exemplare des Heidekraut-Fleckenspanners ähneln weiteren Dyscia-Arten, insbesondere Dyscia conspersaria und Dyscia raunaria. Bei diesen Arten sind jedoch die Querlinien und Mittelpunkte schwächer ausgeprägt.

## Verbreitung und Lebensraum
Die Art kommt überwiegend im nördlichen Mitteleuropa und Richtung Osten bis zum Ural vor. Sie besiedelt überwiegend Sandheideflächen.

## Lebensweise
Der Heidekraut-Fleckenspanner bildet zumeist eine Generation pro Jahr, deren Falter im Mai und Juni anzutreffen sind. Sie werden mit Einbruch der Dunkelheit aktiv, erscheinen jedoch nachts nur gelegentlich an künstlichen Lichtquellen. Die Raupen leben an Heidekräutern (Erica), in Deutschland nehmen sie Besenheide (Calluna vulgaris) als Nahrungspflanze an.

## Gefährdung
Der Heidekraut-Fleckenspanner wird in Deutschland auf der Roten Liste gefährdeter Arten in Kategorie 1 (vom Aussterben) geführt.